# Ваддінксвен
Ваддінксвен (нід. Waddinxveen) — муніципалітет у Нідерландах, у провінції Південна Голландія.
Ваддінксвен найбільш відомий завдяки своєму підйомному мосту через річку Гуве, побудованому в 1936 році. Крім того, Ваддінксвен традиційно відомий своїми меблярами та пекарнями, що випікають вафлі з сиропом. На південь від муніципалітету лежить частина округу Зюйдпласпольдер (Zuidplaspolder). На півночі між Ваддінксвеном і Боскоопом розташовані природний заповідник Гувебос і заповідник Воорофше Польдер, які утворюють зелену зону. На крайньому півдні природний заповідник 't Weegje з пішохідними, велосипедними та природними стежками оточує торф'яне озеро.
Також у Ваддінксвені знаходиться картина De Vergeten Plek художниці Еліне Оувендейк (Eline Ouwendijk). З 1996 року вона позначає особливий острівець на острові Міна Друкерхуве в районі Зюйдплас у Ваддінксвені. Це витвір мистецтва для найнижчого рівня польдеру в Нідерландах: 7,10 метрів нижче НПР (нормального рівня Амстердама).

## Населення
Станом на 31 січня 2022 року населення муніципалітету становило 31382 осіб. Виходячи з площі муніципалітету 27,77 кв. км., станом на 31 січня 2022 року густота населення становила 1.130  осіб/кв. км.
За даними на 1 січня 2020 року 17,5%  мешканців муніципалітету мають емігрантське походження, у тому числі 8,0%  походили із західних країн, та 9,5%  — інших країн.

## Історія
20 квітня 1233 року Флоріс IV, граф Голландії, продав ділянку пустельного торфу вздовж річки Гуве за 200 голландських фунтів Ніколасу ван Гнепвейку, Гербарену ван Аалсмеру та Воубрехту. Територія отримала назву «Ваддінксвене». Ця подія стала приводом для святкування 750-річчя Ваддінксвена у 1983 році. 20 квітня 1233 року можна вважати «датою народження» Ваддінксвена. Проте немає впевненості, що це справжня дата заснування села.
Те, що зараз називається Ваддінксвен, раніше було трьома ядрами: Нурд-Ваддінксвен (муніципалітет Нурд-Ваддінксвен), розташованим на Дорпстраат, Зюйд-Ваддінксвен (муніципалітет Зюйд-Ваддінксвен), розташованим біля мостової церкви і підйомного мосту, і Зюйд-Гувекаде (муніципалітет Брук, Туїл і Вег'є), розташованим біля парафії Святого Віктора на Зюйдкаде. У 1870 році всі ядра стали частиною одного муніципалітету. Подальші розширення призвели до того, що вони стали прилягати одне до одного. На картах до початку 20 століття можна розрізнити ядра з топонімами Oude Dorp (Північний Ваддінксвен) і Brug (Південний Ваддінксвен). З різних концентрацій старих будівель все ще можна побачити, що спочатку це були три окремі ядра. Найстарішим з трьох початкових сіл є Північний Ваддінксвен. Через розширення як Зюйдплас, так і північних озер, частина мешканців шукала притулку біля Гуве. Таким чином було створено два інших ядра.

### Історія назви
Існує невизначеність щодо точного походження назви Ваддінксвен. Найдавніша відома згадка про топонім, датована 1233 роком, - це, як уже згадувалося, «Waddinxvene». Існує теорія, що назва походить від особового імені «(ван де) Ваддінг», оскільки місце розташоване на «торфовищі Ваддінг». Інша можливість полягає в тому, що топонім походить від назви води, що походить від «wadde». До Другої світової війни назва писалася як «Waddingsveen», оскільки більшість топонімів у Нідерландах на літеру «x» тоді писалися через «gs» (або «ks»).

## Міський розвиток
Близько 1980 року було завершено першу чергу нового житлового району Zuidplas, розташованого на південному заході Ваддінксвена, після того, як наприкінці 1960-х років у західній і північній частинах муніципалітету вже були збудовані нові житлові райони. Особливим є Ontmoetingskerk (1969) на Groensvoorde для протестантів і католиків. У 1975 році між підйомним мостом і вокзалом відкрився торговий центр «Пасаж». У 2014 році на старому місці футбольного клубу CVV Be Fair був побудований новий торговий центр під назвою Shopping Centre Gouweplein. Футбольний клуб переїхав сюди влітку 2008 року, а інші клуби приєдналися пізніше. У центрі розташовані, серед іншого, бібліотека, магазини і ресторани. Тут також є соціальне житло і будинки на продаж, а під центром розташована велика автостоянка.
У Ваддінксвен-Зуїд, між районом Зюйдплас, Південною кільцевою дорогою та залізничною лінією, будується новий житловий район. Він має назву Тріангел. Він носить назву Triangel. Цей житловий район планується будувати поетапно, з завершальною фазою у 2025 році. Третя станція Ваддінксвеен, станція Ваддінксвеен Тріангел, була побудована поруч з цим районом.

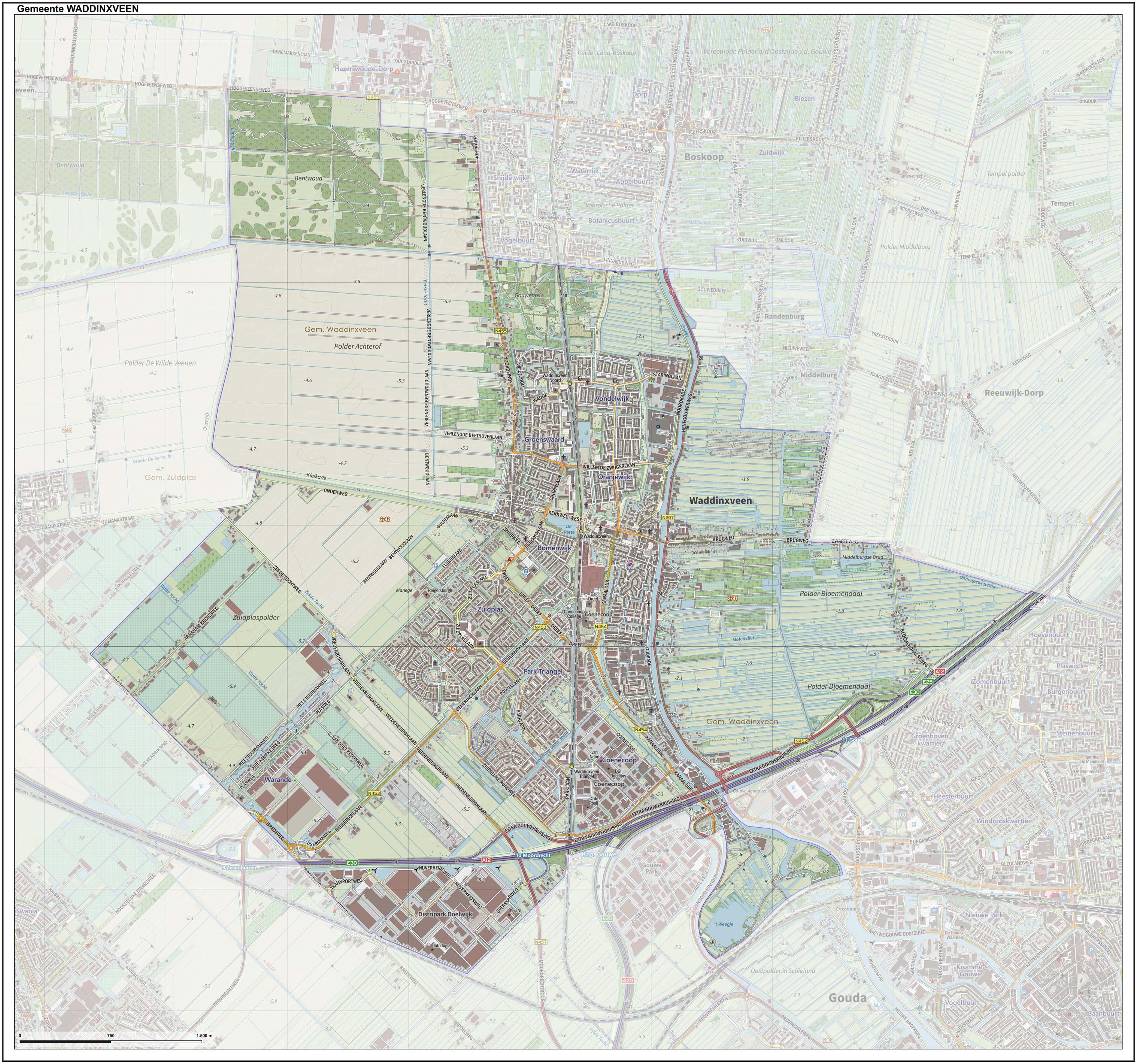
Топографічна мапа міста Ваддінксвен, вересень 2022 року

Села в межах муніципалітету Ваддінксвен - Блумендал і Мідделбург (який, до речі, лише частково знаходиться в межах муніципальних кордонів Ваддінксвена, частково в межах Альфен-ан-ден-Рейн і частково Бодегравен-Рейувейк).

## Дорожній рух і транспорт
Ваддінксвен розташований на кількох автомагістралях. До автострад A12 і A20 можна дістатися через N453 і N207. У межах Ваддінксвена та провінції Південна Голландія планується будівництво провінційної або муніципальної кільцевої дороги. Одним з конкретних планів, наприклад, є Westrandweg. Ідея Boskoop полягає в тому, щоб прокласти головну дорогу через Gouwebos, на північ від Ваддінксвена, щоб центр Boskoop і, відповідно, монументальний Хефбруг мали набагато менше трафіку, який потрібно буде обслуговувати, наприклад, у напрямку до місця розташування ITC. Ваддінксвен чинить опір цьому, оскільки корисність цієї дороги для села вважається досить обмеженою. Існують плани модифікації N207 (Хенегувервег), продовження N219 в напрямку майбутньої Вестрандвег і, можливо, з'єднання Південної кільцевої дороги з подовженою N219.
Одноколійна залізнична лінія Гауда - Ваддінксвен - Альфен-ан-ден-Рейн була побудована в 1934 році і електрифікована в 1956 році. Ваддінксвен має три станції на лінії: Ваддінксвен (1934), Ваддінксвен Норд (1973) і Ваддінксвен Тріангел (2018). До міста також можна дістатися регіональним автобусом 175 та автобусами Arriva Qliner 382 і 384.

## Спорт
У Ваддінксвені є два футбольні клуби, CVV Be Fair та ASW. Також є клуби з кількох видів спорту, таких як айкідо, бадмінтон (Invictus), хокей (HC Waddinxveen), настільний теніс (Kwiek), корфбол (W.K.V. Korbis), легка атлетика (SC antelope), теніс (TV De Gouwe Smash, TV Be Fair, TV Waddinxveen), баскетбол (Bouncers Basketball), гімнастика (TOOS), волейбол (Timios), водне поло (Z&PC de Gouwe), бочче (Jeu de Boules Vereniging Waddinxveen), шахи (WSV Inter Nos), бридж (BC Waddinxveen) та танці (TOOS, Da Danza). У Ваддінксвені також є наземний скаут (Sint Victor), водний скаут (Klimop) і рятувальна бригада (De Waddinxveense ReddingsBrigade).

## Освіта
Серед початкових шкіл - Dick Brunaschool та Theo Thijssen (державні школи), PC Prins Willem Alexander School, NH Bethel School, NH Rehoboth School, GBS Kleurrijk (колишня De Leilinde), Regenboogschool, CBS TOV (колишня Koningin Beatrix School) та Kardinaal Alfrink School. У Ваддінксвені також є середня школа - коледж Coenecoop. Ця школа має відділення vmbo, havo та vwo. У Боскоопі є місце, де можна здобути неповну середню освіту.

## Природа та відпочинок
В межах муніципалітету знаходяться наступні природні та рекреаційні зони:
- Гувебос. Міський парк з привабливістю природного заповідника.
- Польдер Вурофше. Торф'яно-болотиста місцевість ландшафтного парку Zuid-Hollands Landschap
- 't Weegje. Природний заповідник навколо однойменного торф'яного озера
- Бентвуд. Лісовий масив, східна частина знаходиться в межах муніципалітету
- Зона Вреденбург. Природоохоронна та рекреаційна зона, що розвивається